# Vadzim Sašuryn
Vadzim Leanidavič Sašuryn (in bielorusso Вадзім Леанідавіч Сашурын?; Petrozavodsk, 19 febbraio 1970) è un ex biatleta bielorusso.
È indicato anche con la variante russa del suo nome, Вадим Леонидович Сашурин  (Vadim Leonidovič Sašurin).

## Biografia
In Coppa del Mondo ottenne il primo risultato di rilievo il 19 gennaio 1989 a Borovec (45°), il primo podio il 17 marzo 1994 a Canmore (2°) e la prima vittoria il 7 dicembre 1996 a Östersund.
In carriera prese parte a tre edizioni dei Giochi olimpici invernali, Lillehammer 1994 (28° nell'individuale), Nagano 1998 (46° nella sprint, 13° nell'individuale, 4° nella staffetta) e Salt Lake City 2002 (12° nella sprint, 10° nell'inseguimento, 9° nell'individuale, 8° nella staffetta), e a otto dei Campionati mondiali, vincendo nove medaglie.
Il 4 novembre 2002 l'Unione Internazionale Biathlon squalificò Sašuryn per quindici mesi, per doping (era risultato positivo al nandrolone), squalifica in seguito portata a due anni per la mancata osservanza di una pena accessoria (la partecipazione a una campagna antidoping). Dopo il ritorno alle gare, nel 2004, non riuscì più a ottenere piazzamenti tra i primi dieci in Coppa del Mondo.

## Palmarès

### Mondiali
- 9 medaglie:
  - 3 ori (gara a squadre[4] a Ruhpolding 1996; gara a squadre[4] a Osrblie 1997; staffetta[4] a Kontiolahti/Oslo 1999)
  - 2 argenti (individuale[4], staffetta[4] a Pokljuka 2001)
  - 4 bronzi (staffetta[4] ad Anterselva 1995; individuale[4], staffetta[4] a Ruhpolding 1996; individuale[4] a Kontiolahti/Oslo 1999)

### Coppa del Mondo
- Miglior piazzamento in classifica generale: 7º nel 2000
- 16 podi (9 individuali, 7 a squadre[1]), oltre a quelli ottenuti in sede iridata e validi anche ai fini della Coppa del Mondo:
  - 2 vittorie (individuali)
  - 9 secondi posti (6 individuali, 3 a squadre)
  - 5 terzi posti (1 individuale, 4 a squadre)

#### Coppa del Mondo - vittorie
| Data            | Località        | Nazione | Spec. |
| --------------- | --------------- | ------- | ----- |
| 7 dicembre 1996 | Östersund       | Svezia  | SP    |
| 17 marzo 2000   | Chanty-Mansijsk | Russia  | SP    |

Legenda:

SP = sprint